# Praça das Cinco Ruas
A Praça das Cinco Ruas é uma praça de origem medieval situada no coração do centro histórico da cidade de Pontevedra (Espanha).

## Origem do nome
A praça deve o seu nome ao facto de aqui confluírem cinco ruas do centro histórico: as duas partes da rua Isabel II e as ruas Paio Gómez Chariño, Barón e San Nicolás.

## História
A praça teve origem na Idade Média como um cruzamento de vários caminhos. Não fazia parte da primeira muralha da cidade do século XII e estava localizada no lado exterior da porta leste das muralhas, no final da rua Paio Gómez Chariño. A praça foi fortificada no século XV e a Torre de Rouco estava ali localizada. Chamava-se Plaza de los Mendiños (nome da parte inferior da Rua Isabel II). Mais tarde foi chamada de Plaza de la Independencia.
No final do século XIX, Valle-Inclán viveu na casa que faz fronteira com a praça do lado ocidental entre 1893 e 1895, quando escreveu o seu livro Femeninas. No século XX, a praça foi rebaptizada Praça de Rogelio Lois. Por ocasião da morte de Rogelio Lois em 1905, a revista La Ilustración Gallega prestou-lhe homenagem e acordou com a Câmara Municipal de Pontevedra que uma praça receberia o seu nome.
A praça foi remodelada em Novembro de 1962 pelo arquitecto e urbanista Francisco Pons Sorolla, com o objectivo de realçar a beleza e o encanto da zona histórica. A fim de aumentar o espaço público da praça, foi estabelecida uma hierarquia de espaços, diferenciando o ponto central das áreas adjacentes através da instalação de um elemento de destaque, um cruzeiro trazido em 1962 do bairro de Estribela, na paróquia civil de Lourizán. O espaço da praça foi modificado para criar um movimento acentuado de volumes. As escadas dos diferentes níveis foram coordenadas com a escadaria da casa a oeste, resultando numa composição arquitectónica nobre. A fim de preservar a atmosfera típica do local, uma casa na praça foi remodelada para reflectir o carácter de velhas casas à beira-mar na costa.
A 25 de Abril de 1996, foi aprovada a recuperação da tradicional toponímia das ruas e praças no centro histórico da cidade e a praça foi restituída ao seu nome tradicional de Cinco Ruas.

## Descrição
É uma pequena praça de forma rectangular irregular, pedonalizada como o resto do centro histórico da cidade. Está organizada em duas alturas ou níveis devido à inclinação do terreno que desce de uma das duas colinas do centro histórico, junto à Basílica de Santa Maria Maior, em direcção ao rio Lérez. A oeste, o nível superior é separado por um pequeno muro de pedra, com o cruzeiro destacando-se no canto e escadas no meio para subir até esta plataforma de pedra. A parte inferior da praça, no cruzamento das ruas circundantes, é a passagem onde convergem as cinco ruas que lhe dão o nome e é uma zona de tapas, com terraços de bares e restaurantes no rés-do-chão das casas de arquitectura tradicional galega que a rodeiam.
A praça é dominada por um grande cruzeiro barroco datado de 1773. O cruzeiro ergue-se sobre um pedestal ou base de granito e é decorado com várias esculturas que correm ao longo do fuste, do capitel e da cruz. A parte inferior representa Adão e Eva sendo tentados pela serpente e provando o fruto da árvore da Ciência, enquanto no fuste está uma imagem de Santo António com o Menino no colo, ao lado de uma inscrição pedindo uma oração pelas almas no purgatório e São Miguel Arcanjo. Na parte superior, no capitel, o pecado original é redimido pelo Cristo crucificado com um frade ao seu lado. 

## Edifícios notáveis
No lado sul da praça, na esquina da rua Paio Gómez Chariño, existe uma casa barroca do século XVIII. Tem óculos circulares no rés-do-chão. As janelas e portas têm molduras simples e pilastras de canto.
No final da parte superior da praça, a casa barroca no número 27, Rua Isabel II, datada de 1450, tem quatro brasões na sua fachada, três dos quais são quase idênticos, ostentando as armas das famílias Pimentel e Figueroa, com duas conchas de vieira e duas folhas de figueira sob a forma de cruz. Um deles ostenta a seguinte inscrição em caracteres góticos de ambos os lados: « ESTA OBRA MAN / DOU FAZER / ESTEVAN MARTINEZ / RREGYDOR / ERA DE CCCLXXX » ("Esta obra foi encomendada por Esteban Martínez, regente. A data é CCCLXXX"). No centro da fachada está outro brasão maior com flor-de-lis, rodeado por rocaille e coroado no topo por um grande elmo de cavalheiro com penacho, cujo brasão de armas pertence a Melchor Francisco de Camba Flores.

## Galeria

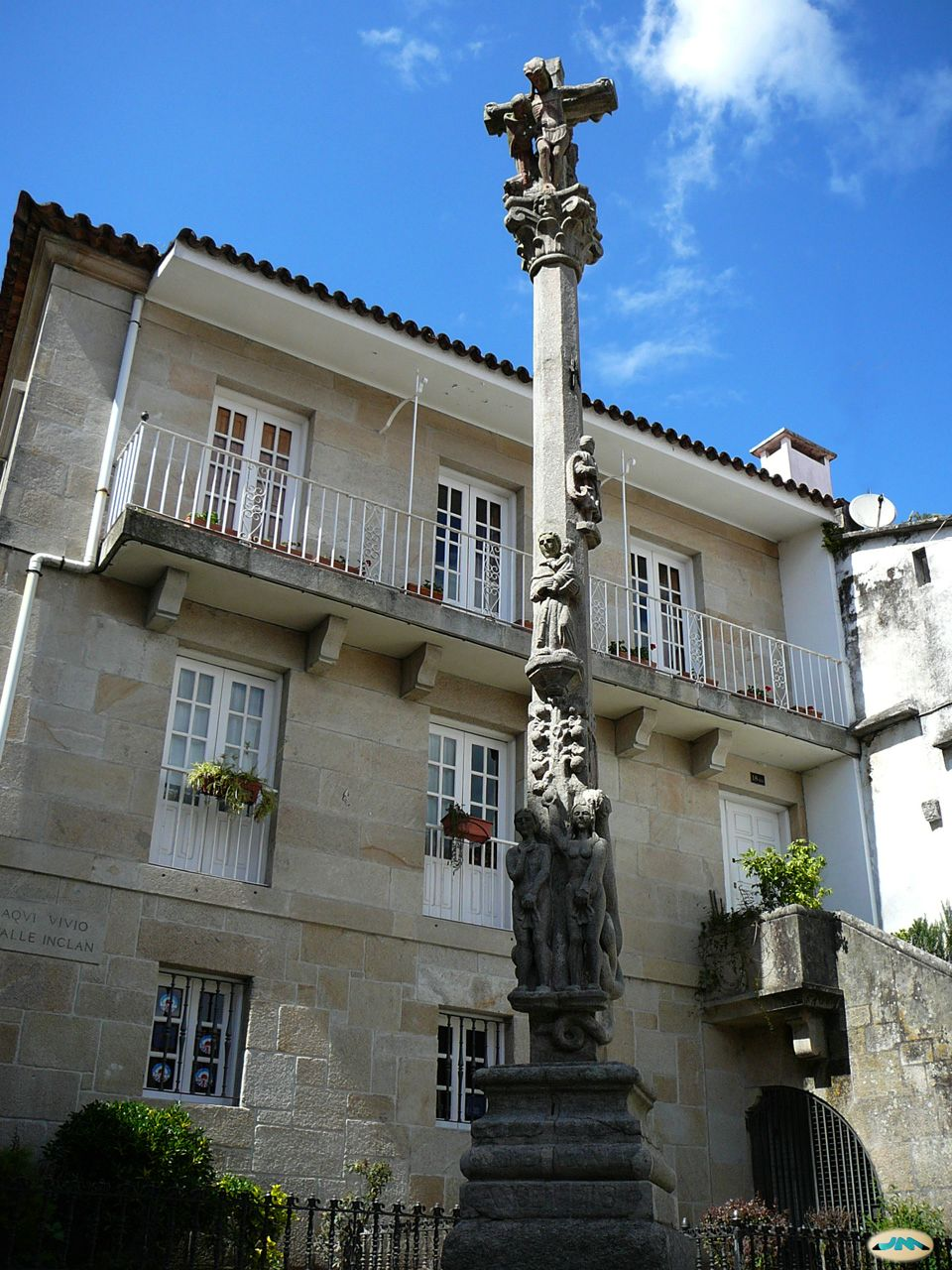
O cruzeiro no oeste da praça
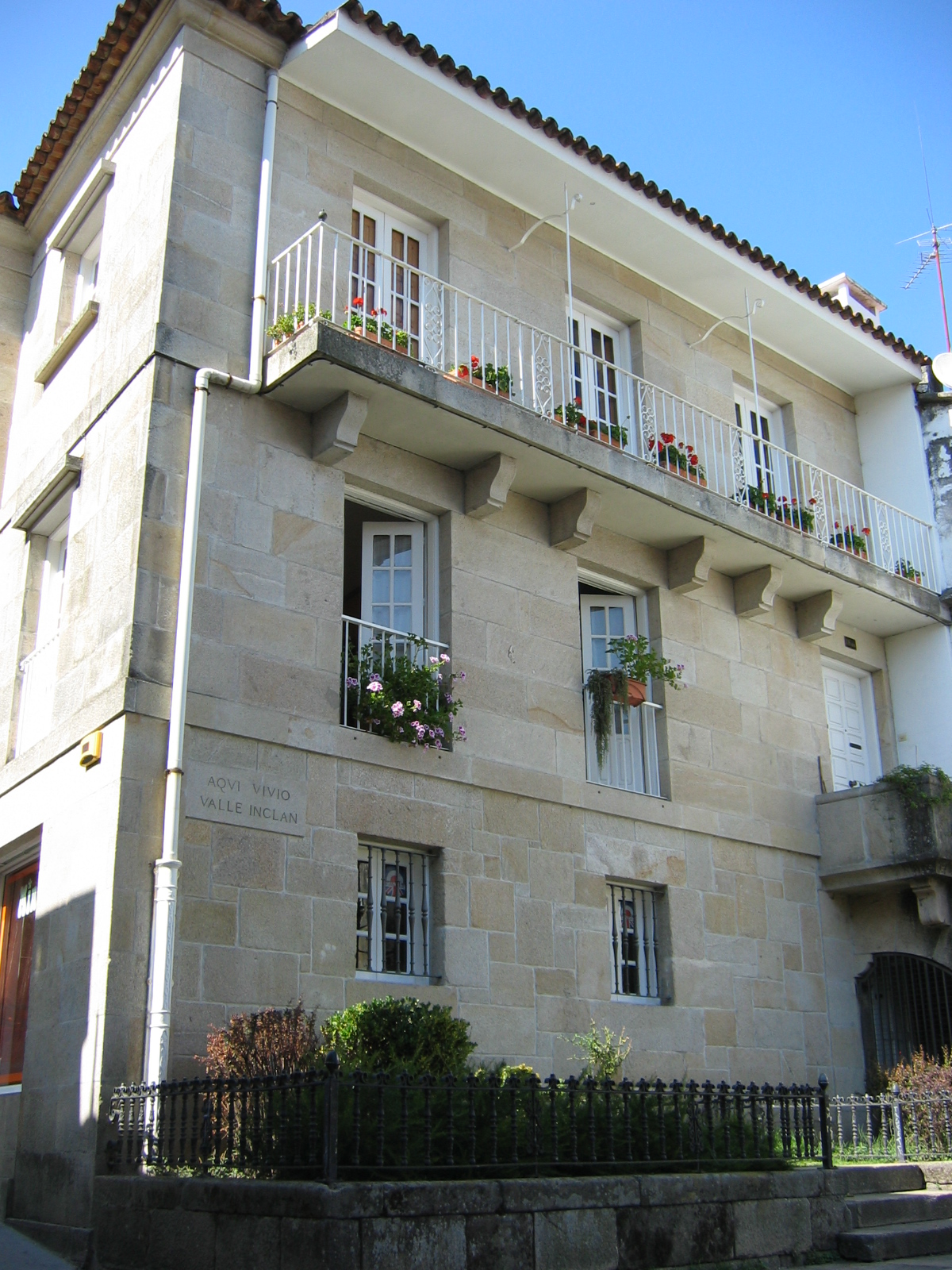
Casa onde morou Valle-Inclán
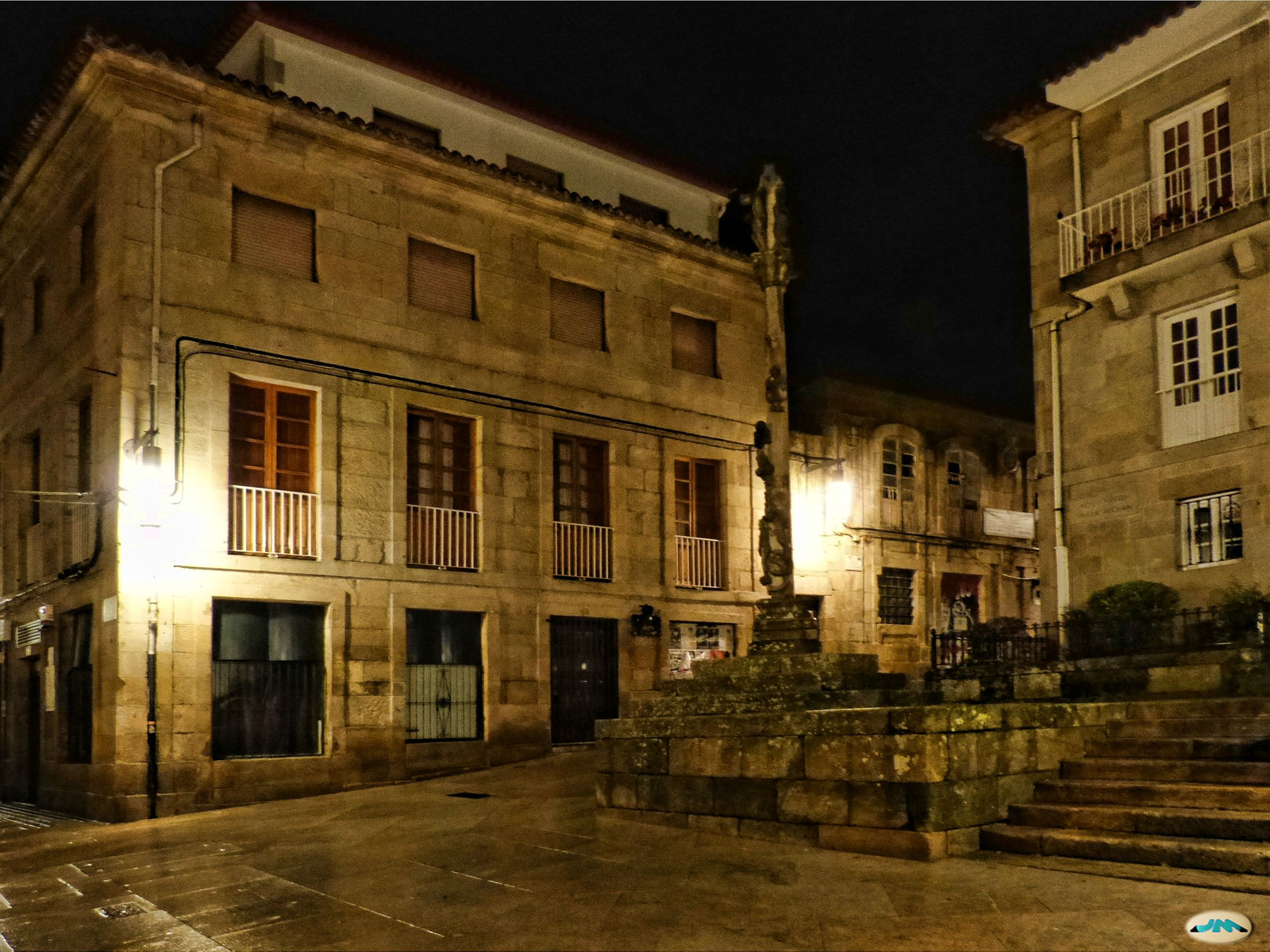
A praça à noite
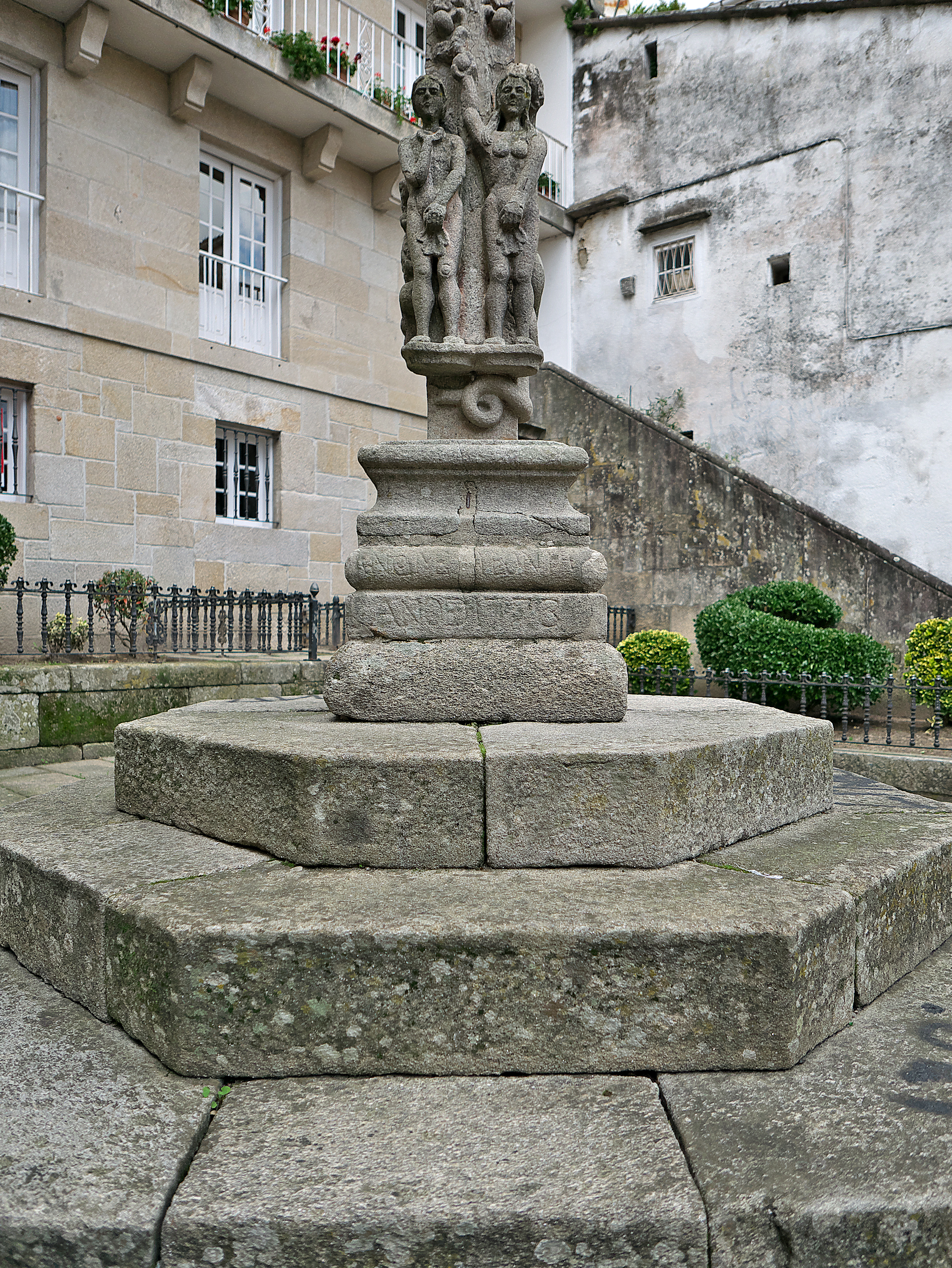
Detalhe de Adão e Eva no cruzeiro
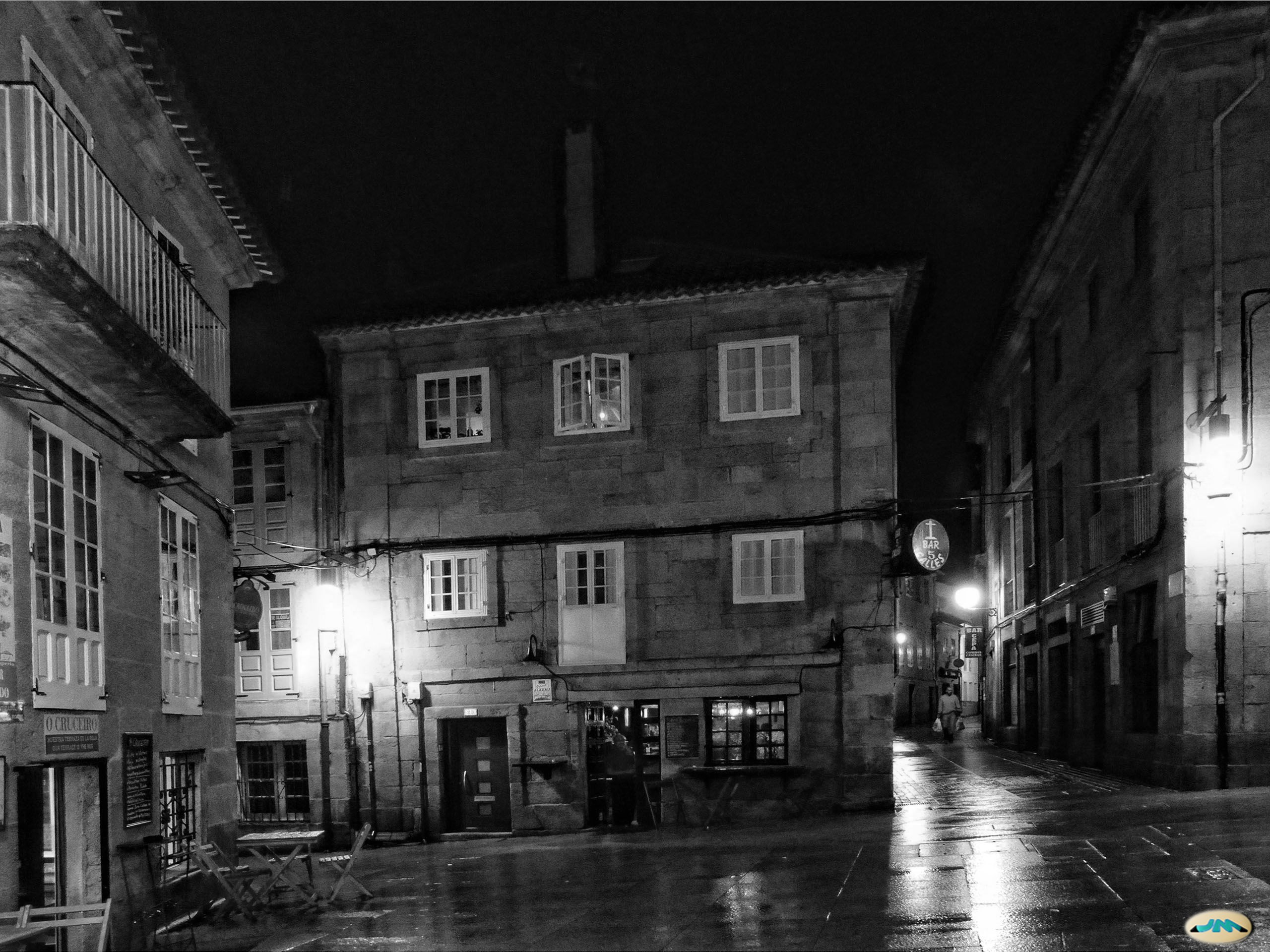
Casas tradicionais galegas na praça
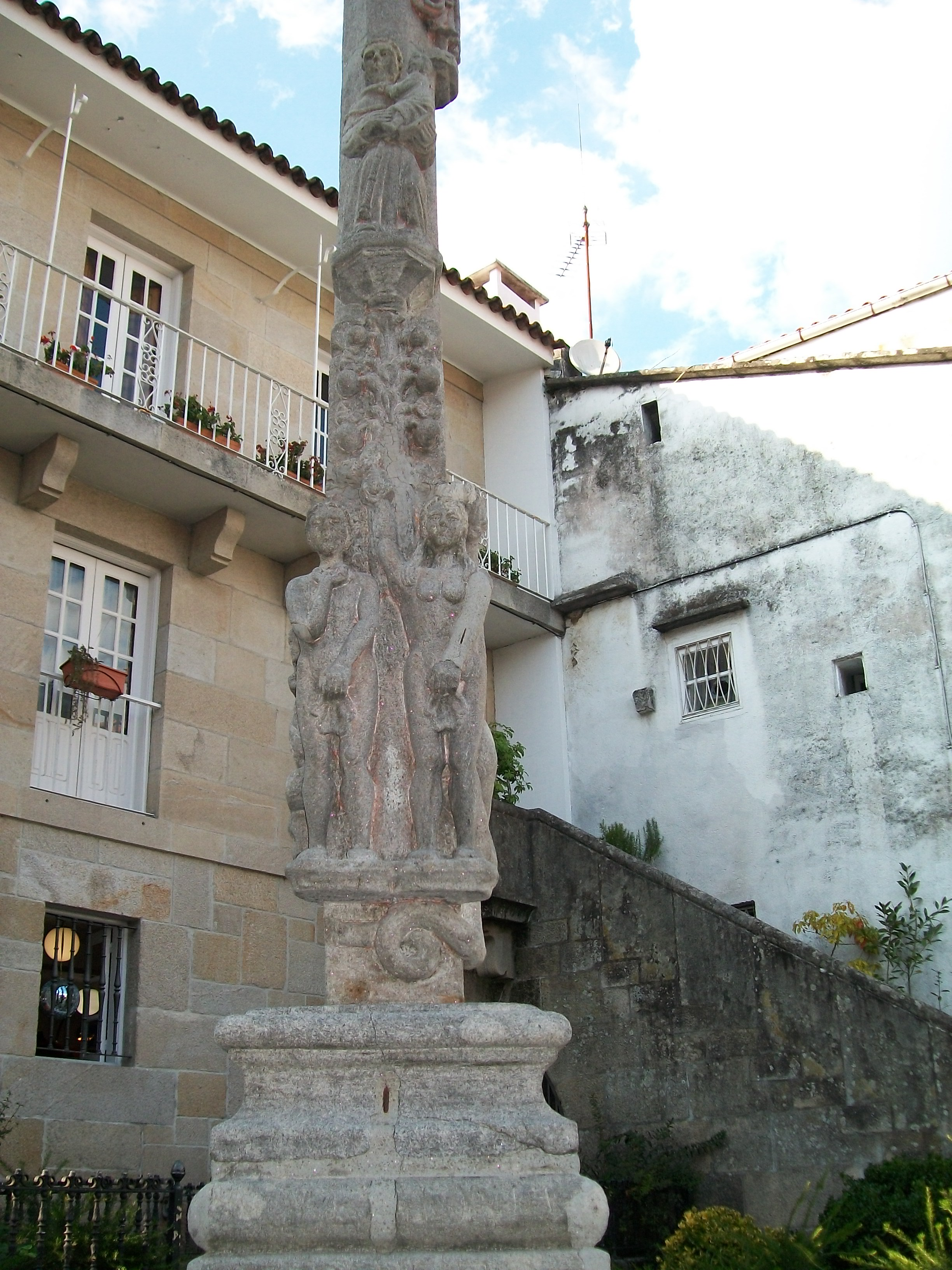
Detalhe do cruzeiro na praça
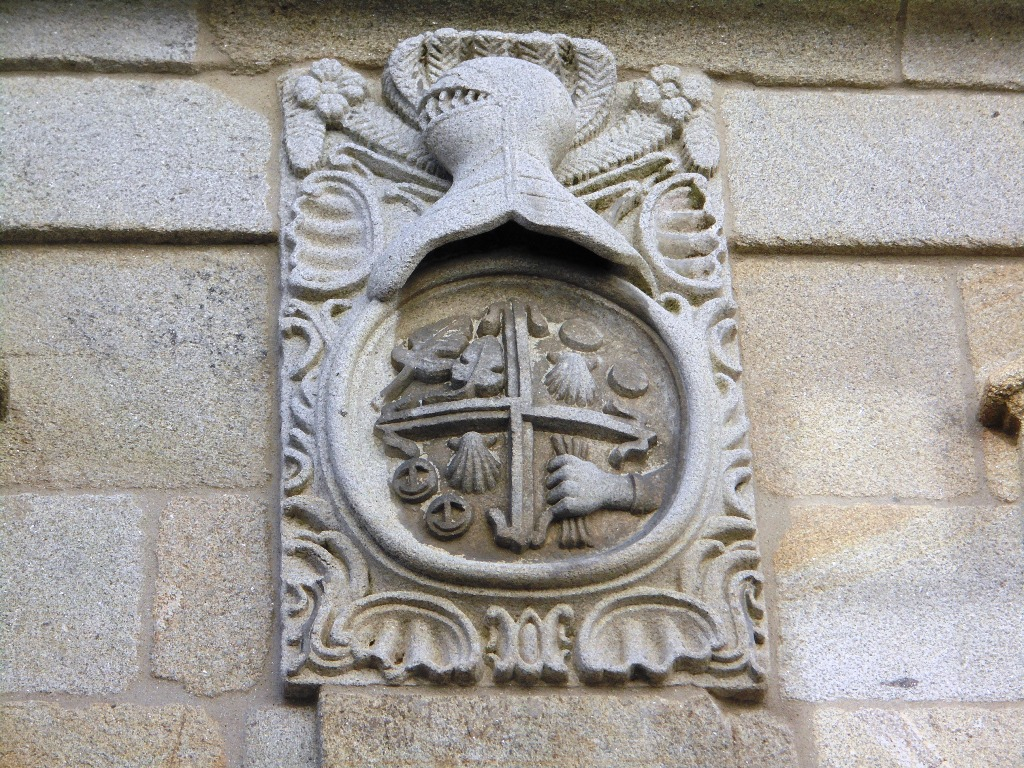
Brasão central da casa barroca da Rua Isabel II, 27

### Artigos relacionados
- Centro histórico de Pontevedra
- Ramón María del Valle-Inclán